# 氷川神社 (目黒区八雲)
氷川神社（ひかわじんじゃ）は東京都目黒区八雲にある神社。八雲氷川神社（やくもひかわじんじゃ）とも称される。旧武蔵国荏原郡衾村、現在の目黒区八雲・東が丘・柿の木坂・自由が丘・緑が丘・平町・大岡山に当たる地域の鎮守。

## 歴史
創建年代は不明である。衾村で代々名主を務めた栗山家に伝わる安政2年（1855年）6月の『宝暦歳代記』に宝暦7年（1757年）7月鳥居建立の記事が残ることから、少なくともこれ以前である。同家所蔵の宝暦12年（1762年）の村絵図にも記載がある。文化文政期成立の『新編武蔵風土記稿』には「草創の年歴詳ならず。されど境内のさまを見るに、年ふる松樹、その余諸木繁茂して、いかにも旧き社地と見えたり。」とある。
大正時代には毎晩12時頃から明け方3時頃にかけてこの木から呻き声が聞こえると話題になり、氷川様の呻り樫と呼ばれた。

## 社殿
- 社殿 - 安政4年（1857年）11月15日改修。
- 拝殿 - 文化14年（1817年）9月19日改修。当初藁葺だったが、戦後になり雨漏りが酷く、銅板葺で凌いでいたが、昭和51年（1976年）江中建設により全面的に改修、9月18日に落成式を行った。
- 摂社後宮 - 創建年代は不明。足名槌命・手名槌命・倉稲魂命を祀る。昭和57年（1982年）4月9日放火により焼失、同年再建された。
- 赤樫 - 皮を煎じて飲むと癪封じに効があると伝えられ、参拝者により皮が剥がされた結果、現在根本のみ残存している。

## 金蔵院
氷川神社西隣にある寺院で、江戸時代には氷川神社別当寺であった。慶長5年（1600年）頃に頼栄が創建、享保年間に俊海が本堂を再建した。旧等々力満願寺末寺。文久2年（1862年）より別当不在で、存立が危ぶまれたが、明治に再興された。

## 交通
- 東急東横線 - 都立大学駅下車徒歩7分